# Algaida
Algaida is een plaats en gemeente op het Spaanse eiland Mallorca, in de regio Balearen. De gemeente heeft een oppervlakte van 90 km² en telt 5.394 inwoners (1 januari 2016).

## Kernen
De gemeente bestaat uit de volgende kernen:
- Algaida (3691 inwoners)
- Pina (481 inwoners)
- Randa (86 inwoners)

## Demografische ontwikkeling

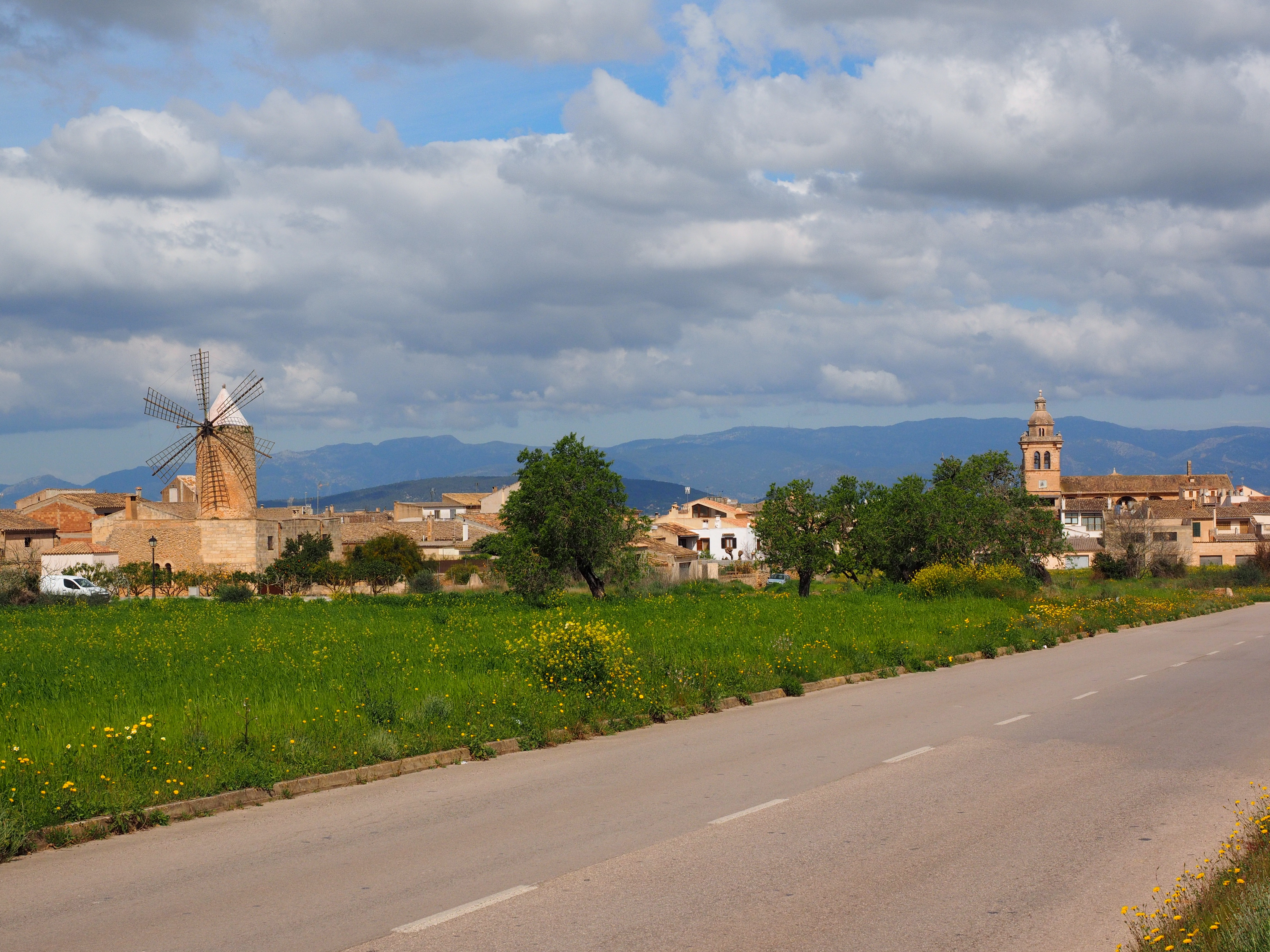

Bron: INE, 1857-2011: volkstellingen
Alaró · Alcúdia · Algaida · Andratx · Ariany · Artà · Banyalbufar · Binissalem · Búger · Bunyola · Calvià · Campanet · Campos · Capdepera · Consell · Costitx · Deià · Escorca · Esporles · Estellencs · Felanitx · Fornalutx · Inca · Lloret de Vistalegre · Lloseta · Llubí · Llucmajor · Manacor · Mancor de la Vall · Maria de la Salut · Marratxí · Montuïri · Muro · Palma · Petra · Pollença · Porreres · Puigpunyent · Sa Pobla · Sant Joan · Sant Llorenç des Cardassar · Santa Eugènia · Santa Margalida · Santa María del Camí · Santanyí · Selva · Sencelles · Ses Salines · Sineu · Sóller · Son Servera · Valldemossa · Vilafranca de Bonany